# Anna Borgeryd
Anna Margareta Jonsson Borgeryd, född 2 maj 1969, död 18 februari 2019 i Umeå stadsdistrikt, var en svensk företagare, koncernstrateg, författare och bloggare. 

## Biografi
Anna Borgeryd doktorerade 1998 vid Umeå universitet i konflikthantering, och var som chefsstrateg del av den femte generationen i ledningen för familjeföretaget Polarbrödsgruppen. Hon medverkade som rådgivare till Framtidskommissionen. Som författare debuterade hon 2013 med relationsromanen Tunna väggar och hon drev bloggen Wood and Blue. År 2000 vann hon Film i Västerbottens manuspris med det långfilmsmanus, som senare utvecklades till nämnda roman. 2004 filmades hennes manus till kortfilmen Familjesjäl, till vilken hon också skrev musik. Den prisades samma år för bästa manus och bästa film vid västerbottniska filmfestivalen VAFF. 2012 nominerades hon tillsammans med sin syster Karin Jonsson Bodin till Beautiful Business Award. Systrarna har även figurerat på tidningen S lista för Powersyskon och utsågs till Norrlands främsta entreprenörer i tävlingen Entrepreneur of the Year 2013.
Borgeryd satt i juryn som november 2012 delade ut det första Utstickarpriset till penningsystemskritikerna Margrit Kennedy och Bernard Lietaer . 2013 års pristagare var Ellen MacArthur, världsomseglare och pionjär för cirkulär ekonomi, som strävar efter ett kretsloppssamhälle i modern tappning. 2014 vann Johan Ehrenberg för pionjärinsatser för förnybar el . Artur Granstedt vann priset 2015 för sin livsgärning för långsiktigt hållbar matförsörjning. Polly Higgins, "The Earths lawyer" vann priset 2016.   
Anna Borgeryds TEDx-föreläsning The Dawn of a New Economy kallas ibland "The Dashboard of the World TED-talk", och hon nominerades 2013 till Hetast i Almedalen, där hon vid flera seminarier, inklusive Polarbröds egna, talade om försörjningsutmaningarna och behovet av en ny ekonomisk spelplan. Hon medverkar som skribent i antologin Att svära i kyrkan: Tjugofyra röster om evig tillväxt på en ändlig planet med texten: "Vi behöver uthållig försörjning, inte pseudotillväxt". I Bästa boken om Sveriges sämsta idé utgiven av Greenpeace, finns hennes "Investeringsguide för ett hållbart företagande". Våren 2014 utsågs hon till nummer 15 bland Sveriges miljömäktigaste. 2014 mottog Borgeryd även Stora Förnybarhetspriset för Polarbrödskoncernens räkning  2015 listades hon av Greenpeace bland "kvinnor med koll på miljö och klimat" och mottog för företagets räkning Umeå kommuns miljöpris. I Sustainable engagement mapping uppmärksammades Anna Borgeryds twitterkanal. Hon ägde och drev produktionsbolaget Globalans AB.

### Familj
Anna Borgeryd avled 49 år gammal i cancer och är begravd på Backens kyrkogård i Umeå. Hon var syster till Karin Bodin, och dotter till Margareta och Kjell Jonsson, bägge under många år huvudägare och aktiva inom familjeföretaget Polarbröd.